# Карл Валуа
Карл Валуа (фр. Charles comte de Valois, 12 березня 1270, Венсенн — 16 грудня 1325, Ножан-ле-Руа) — онук Людовика Святого і брат Філіппа IV Красивого, граф Валуа, граф Менський, Анжуйський, Алансонський, Шартрський, Першський, носив титул імператора Константинопольського, графа Романського.

## Життєпис
Карл народився 12 березня 1270 року. Батьком Карла був король Франції Філіпп III Сміливий, матір'ю Ізабелла Арагонська. Карл був молодшим братом короля Франції Філіппа IV Красивого. Посвячений у лицарі в чотирнадцятирічному віці 1284 року. В тому ж році через папського легата був обдарований Арагонським королівством, Папа таким чином розраховував створити суперника для Педро III, короля Арагону, який захопив Сицилію і став ворогом Папи. Але престол Карлу зайняти не вдалося, і він відрікся від титулу короля Арагонського в 1295 році.
В 1285 році отримав від батька в управління землі Валуа і Алансону. За своєю першою дружиною Маргаритою Анжу — граф Анжу, Мена і Перша (березень 1290 року); титулярний імператор Латинської імперії (Константинопольський) по другій своїй дружині (січень 1301 року), Катерині де Куртене. За допомогою папи Боніфація VIII став графом Романьї.
Дід Філіппи — королеви Англії, дружини Едуарда III Плантагенета. Воював в Італії за папське графство в 1301 р, 1302 року сприяв поваленню уряду «білих гвельфів» у Флоренції й приходу до влади «чорних гвельфів» — прихильників папи римського, командував двома військовими експедиціями в Аквітанію (1297 р. і 1324 р.), був кандидатом на престол імператора Священної Римської імперії. Помер в Ножан-ле-Руа.
Карл Валуа претендував на багато корон, але жодного разу не домігся успіху. Про нього залишилося вислів: «Син короля, брат короля, дядько трьох королів, батько короля, але сам не король».
Карл Валуа, як і багато його родичів, в заповіті (від 1325-го року) вказав, що бажає, щоб його тіло було поховане в монастирі якобінців, нутрощі в найближчому до місця смерті цистерціанському монастирі, а серце в монастирі Кордельєрів. Коли смерть наздогнала Карла в Перре (Perray) 16 грудня 1325 року, то його тіло знайшло спокій у якобінців між двома дружинами, серце поруч з третьою дружиною Маго де Сен-Поль у Кордельєрівв, а нутрощі в абатстві Шаліс.

## Родина
1 Дружина — Маргарита (1273—1299), графиня Анжу та Мена, дочка короля Неаполю Карла II та його дружини Марії Арпад
Діти:
- Ізабелла (1292—1309) — віконтеса-консорт Ліможу (з 1301 по 1309). Дружина майбутнього герцога Бретані Іоанна III. Потомства не залишила.
- Філіпп (1293[5]—1350) — король Франції (з 1 квітня 1328 по 22 серпня 1350), засновник династії Валуа на французькому троні. Вступ Філіппа на трон Франції спричинив початок Столітньої війни в 1337 році.
- Іоанна (бл. 1294—1352) — графиня-консорт Ено та Голландії. Дружина графа Вільгельма І. Матір графів Ено та Голландії Вільгельма II, Маргарити І та королеви-консорт Англії Філіппи.
- Маргарита (бл. 1295—1342) — графиня-консорт Блуа, Дюнуа і Фретевалю (з 1310 по 1342). Дружина графа Гі І.
- Карл (1297—1346) — граф Алансона, Перша (з 16 грудня 1325 по 26 серпня 1346) та Шартру (з 2 листопада 1328 по 26 серпня 1346).
- Катерина (1299—1300) — померла немовлям.
- Катерина (1274—1307) — номінальна імператриця Латинської імперії (з 15 грудня 1283 по 11 жовтня 1307). Дочка номінального імператора Латинської імперії Філіппа І та його дружини Беатриси Неапольської. Вийшла заміж за Карла 28 лютого 1301.
- Матильда (1293—1358) — дочка графа Сен-Полю Гі III та його дружини Марії Бретонської. Вийшла заміж за Карла в липні 1308 році.

2 Дружина — Катерина (1274—1307), номінальна імператриця Латинської імперії
Діти:
- Іоанн (1302—1308) — граф Шартру. Помер в дитинстві.
- Катерина (січень 1302/квітень 1303 —1346) — номінальна імператриця Латинської імперії, княгиня-консорт Ахеї і Таранто. Друга дружина короля Албанії Філіппа І.
- Іоанна (1304—1363) — графиня-консорт Бомон-ле-Роже (з 1318 по 1332) і Річмонду (з 1341 по 1342), дружина графа Роберта III.
- Ізабелла (1306—1349[6]) — ігуменя абатства Фонтевро.

3 Дружина — Матильда де Шатільйон (1293—1358), дочка графа Сен-Полю Гі III та його дружини Марії Бретонської.
Діти:
- Марія (1309—1328) — герцогиня-консорт Калабрії, друга дружина герцога Калабрії і спадкоємця Неапольського трону Карла I. Матір королеви Неаполю Іоанни І. Померла під час пологів п'ятої дитини, у віці 19-ти років.
- Ізабелла (1313—1383) — дружина герцога П'єра І. Матір герцога Людовика II, королеви-консорт Франції Іоанни та королеви-консорт Кастилії Бланки.
- Бланка (1317—1348) — королева-консорт Богемії та Німеччини, після її одруження з королем та майбутнім імператором Священної Римської імперії Карлом IV.
- Людовик (1318—1328), помер в дитинстві.

Коханка — Олена де Броссар (нар. 1250)
Діти:
- Маргарита (1286—1342[7])
- Антуан (1289—1346[8])
- Іоанна (1290— ?)

Від N де Нойлі
Діти:
- Вільгельм (бл.1300 — ?) — лорд Даміньї.